# Kvarnsjön (Grödinge socken, Södermanland)
Kvarnsjön är en sjö i Botkyrka kommun i Södermanland och ingår i Tyresån-Trosaåns kustområde. Sjön är 10 meter djup, har en yta på 0,0618 kvadratkilometer och är belägen 17,2 meter över havet.

## Delavrinningsområde
Kvarnsjön ingår i det delavrinningsområde (655781-161136) som SMHI kallar för Rinner mot Kaggfjärden. Medelhöjden är 36 meter över havet och ytan är 27,31 kvadratkilometer. Det finns inga avrinningsområden uppströms utan avrinningsområdet är högsta punkten. Avrinningsområdets utflöde mynnar i havet, utan att ha någon enskild mynningsplats. Avrinningsområdet består mestadels av skog (56 procent) och jordbruk (29 procent). Avrinningsområdet har 0,15 kvadratkilometer vattenytor vilket ger det en sjöprocent på 0,5 procent. Bebyggelsen i området täcker en yta av 0,96 kvadratkilometer eller 3 procent av avrinningsområdet.

## Galleri

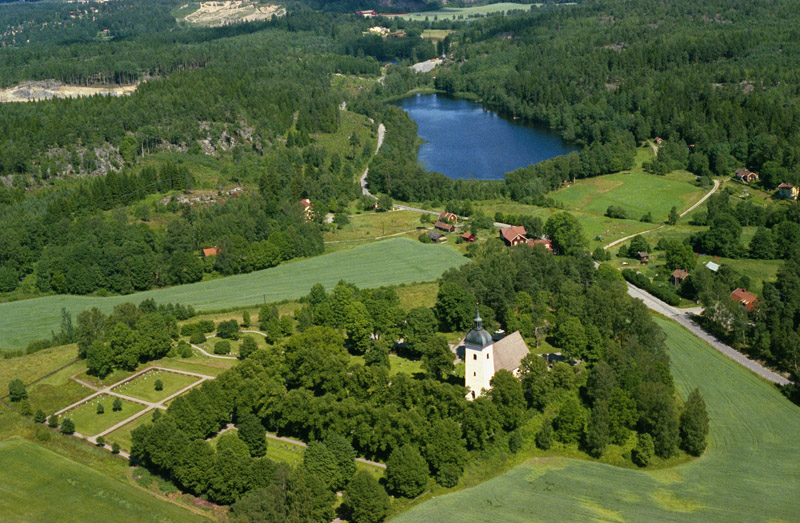
Kvarnsjön och Grödinge kyrka.